# Hapithus vagus
Hapithus vagus är en insektsart som beskrevs av Morse 1916. Hapithus vagus ingår i släktet Hapithus och familjen syrsor. Inga underarter finns listade i Catalogue of Life.